# Ross Childress
Ross Childress (nacido el 8 de septiembre de 1970) es un músico estadounidense, conocido por haber sido el guitarrista de Collective Soul, banda de rock alternativo.
Creció en Stockbridge, Georgia, empezó a tocar la guitarra a los nueve años cuando sus padres le regalaron una guitarra acústica. Luego empezó a tocar la guitarra eléctrica y la música se convirtió en su obsesión, gastando mucho dinero en discos y grabaciones, influenciado por Ozzy Osbourne y Run DMC entre otros. 
Después de la secundaria, tocó en muchas bandas de rock, hasta que en 1993 formó Collective Soul. En esta banda permaneció muchas años en los que la banda consiguió un gran respaldo popular vendiendo millones de álbumes en todo el mundo, hasta que dejó la banda en 2001. 
De acuerdo a comentarios realizados por usuarios de All Experts (https://web.archive.org/web/20110515084315/http://en.allexperts.com/q/Collective-Soul-420/f/Shane-Evans-Ross-Childress.htm) Shane habría abandonado la banda por discusiones comerciales con Ed, mientras que Ross tuvo un affaire con la  esposa de Ed con quien estaría actualmente casado.